# Club Deportivo Universidad de San Martín de Porres
O Club Deportivo Universidad de San Martín de Porres, mais conhecido como Universidad San Martín, é um clube de futebol peruano da cidade de Lima. Mandava seus jogos no Estádio Nacional de Lima, com capacidade para aproximadamente 45.000 pessoas.

## História
Fundado em 2004, o clube é o resultado de uma parceria entre empresários e professores da Universidade de San Martín. É também o primeiro clube peruano a se tornar uma empresa de capital aberto.
Para estrear no Campeonato Peruano da primeira divisão em 2004 sem disputar as divisões de acesso, o clube comprou o acesso do Club Sport Coopsol, que havia sido campeão da segunda divisão peruana em 2003.
Teve uma campanha de destaque na Copa Libertadores da América de 2009, ao derrotar clubes de tradição como o River Plate, da Argentina, e o Nacional, do Uruguai. Classificou-se em segundo lugar no Grupo 3, e perdeu para o Grêmio nas oitavas de final.
Devido a uma greve de seus jogadores, o San Martín decidiu abandonar o futebol em 19 de Fevereiro de 2012, mas em 14 de março de 2012 o clube volta a disputar o Campeonato Peruano após ser readmitido pelos clubes participantes da 1ª Divisão por 12 votos a favor e 2 contra (Sport Huancayo e Cienciano).

## Títulos

### Nacionais
- Campeonato Peruano: 3 (2007, 2008 e 2010)[4][5]
- Torneo Apertura: 1 (2007)
- Torneo Clausura: 1 (2008)

#### Juvenis
- Torneo de Reserva: 2 (2013 e 2015-III),

## Uniformes

### Uniformes atuais
- 1º - Camisa branca, calção e meias brancas;
- 2º - Camisa azul, calção e meias azuis.

| Primeiro Uniforme | Segundo Uniforme |

### Uniformes anteriores
- 2011

| Primeiro | Segundo |

- 2009-10

| Primeiro | Segundo |

## Departamento de voleibol feminino
O   Club Deportivo Universidad de San Martín de Porres ,  é  um time peruano de voleibol indoor feminino do bairro Callao na cidade de Lima.Clube foi vice-campeão nacional na edição da Liga Nacional Superior  de Voleibol Feminino (LNSVF) de 2011-12.Desistiu de participar da edição d Campeonato Sul-Americano de Clubes de 2012. Novamente foi vice-campeão da LNSVF  na temporada 2012-13, e conquistou o bicampeonato consecutivamente nas edições posteriores,o primeiro título na jornada 2013-14.E alcançou a medalha de bronze no Campeonato Sul-Americano de Clubes de 2015.Qualificou-se para edição de 2016 desta competição

### Resultados obtidos nas principais competições

#### Títulos e campanhas de destaque

##### Continentais
Campeonato Sul-Americano de Clubes:
- Finalista:2016
- Terceiro posto:2015[10][12]e 2017

##### 5Campeonato Peruano:
- Campeão:2013-14,2014-15[10],2015-16, 2017-2018 e 2018-19
- Finalista:2011-12[6],2012-13[8] e 2016-17